# Электроника ИМ-10

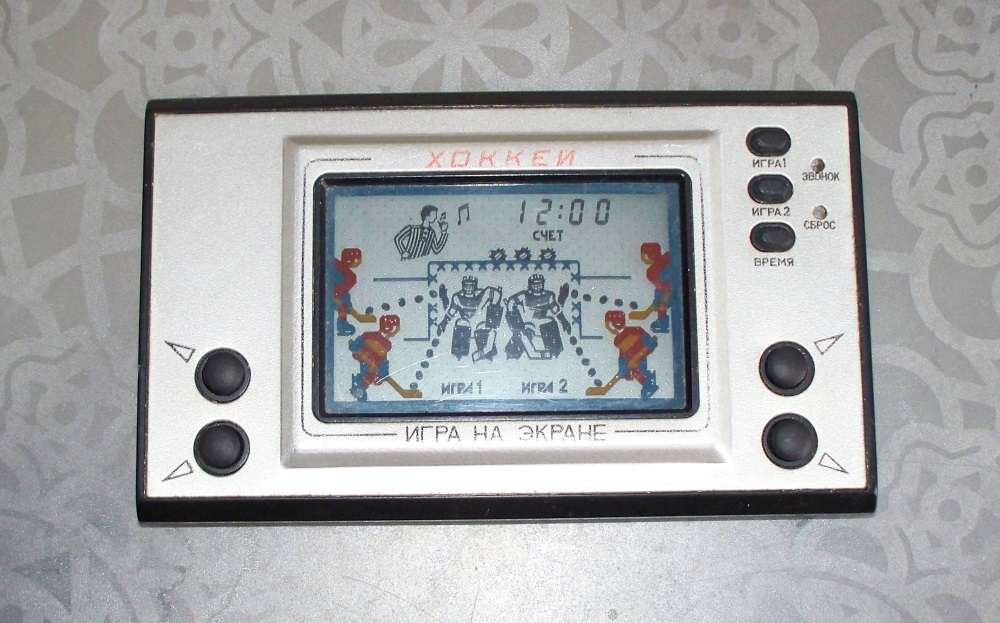
Электронная игра

«Электроника ИМ10 — Хоккей» — электронная игра, известная и популярная из серии первых советских портативных электронных игр с жидкокристаллическим экраном, производимых под торговой маркой «Электроника».
Клон Nintendo EG-26 Egg из серии Nintendo Game & Watch. Производилась с 1988 года. Розничная цена составляла 23 рубля.
Микропроцессор: КБ1013ВК1-2.